# Istočnoskandinavski jezici
Istočnoskandinavski jezici jesu istočna podskupina sjevernogermanskih jezika koji su se pred kraj prvog tisućljeća odvojili od zapadnoskandinavskih jezika nakon razvoja iz zajedničkog staronordijskog jezika.
Istočnoskandinavskim jezicima pripadaju danski i švedski jezik te dalekarlijski dijalekti (iako se o klasifikaciji potonjeg vode rasprave), kao i gutnijski jezik, koji se ponegdje navodi i kao zasebna grana paralelna istočno- i zapadnoskandinavskim granama.

## Vanjske poveznice
- Ethnologue (14th)